# Ed Williams
Edwin Wallace Williams, född 26 november 1926 i Santa Clara, Kalifornien, är en amerikansk skådespelare. 
Williams är mest känd för rollen som Ted Olsen i Den nakna pistolen-trilogin samt i tv-serien Police Squad!. Han var under största delen av sitt yrkesliv lärare i sändning och tal på Los Angeles City College och det var först på äldre dagar som han tog scenkurser och blev skådespelare. Han har inte varit omtalad i media trots sin roll i Nakna Pistolen.